# (18561) Fengningding
(18561) Fengningding est un astéroïde de la ceinture principale.

## Description
(18561) Fengningding est un astéroïde de la ceinture principale. Il fut découvert le 4 mars 1997 à Socorro (Nouveau-Mexique) par le projet LINEAR. Il présente une orbite caractérisée par un demi-grand axe de 2,90 UA, une excentricité de 0,09 et une inclinaison de 3,1° par rapport à l'écliptique.

## Compléments